# Gabelschwanz-Smaragdkolibri
Der Gabelschwanz-Smaragdkolibri (Cynanthus canivetii) ist eine Vogelart aus der Familie der Kolibris (Trochilidae). Die Art kommt in Mexiko, Belize, Guatemala, El Salvador, Honduras, Nicaragua und Costa Rica vor. Der Bestand wird von der IUCN als nicht gefährdet (Least Concern) eingeschätzt.

## Merkmale

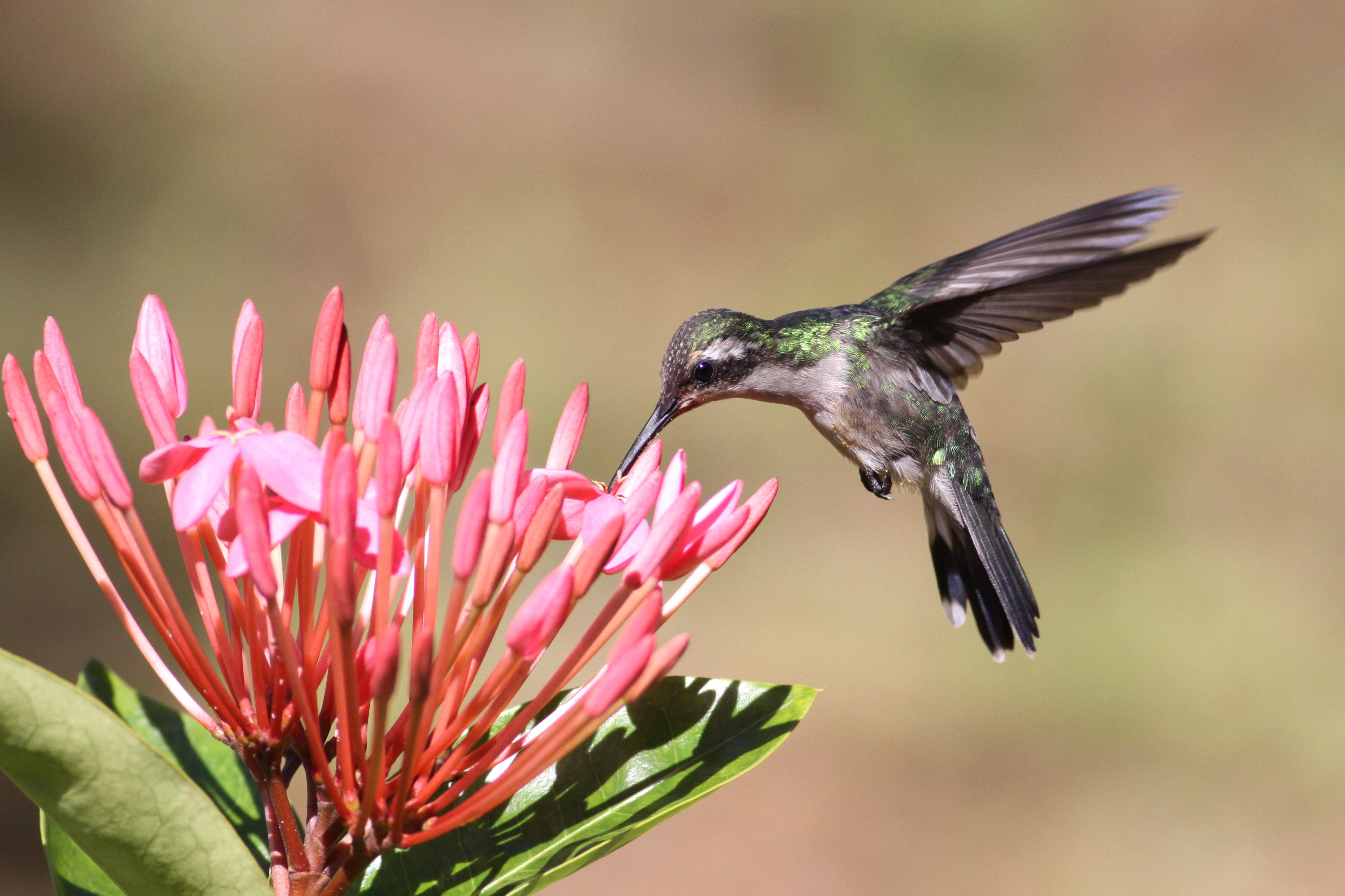
Gabelschwanz-Smaragdkolibri, ♀

Der Gabelschwanz-Smaragdkolibri erreicht eine Körperlänge von etwa 7,5 bis 9 cm bei einem Gewicht zwischen ca. 2,1 und 2,8 g. Das Männchen hat einen geraden roten Schnabel mit einer schwarzen Spitze am Oberschnabel. Er hat einen mäßig gegabelten blauschwarzen Schwanz. Der Kopf und der Körper sind smaragdgrün, glitzernd am Oberkopf und auf der Unterseite. An den inneren Steuerfedern hat er graue Flecken. Der Schwanz des Weibchens ist weniger gegabelt. Die äußersten Steuerfedern sind kürzer als die nächsten Federn. Ein weißer Hinteraugenstrich hebt sich vom grün des Oberkopfs und der schwärzlichen Ohrdecken ab. Nacken und Oberseite sind goldgrün, Kehle und Unterseite blass grau. Die inneren Steuerfedern sind bläulich grün, die äußeren schwärzlich mit weißen Flecken. Die äußersten zwei Steuerfedern haben ein weißliches Mittelband. Männliche Jungvögel ähneln im Aussehen den Weibchen, doch ist der bläulich schwarze Schwanz etwas länger. Die inneren drei Steuerfedern sind grün gefleckt, die äußersten zwei blass grau bis weißlich gefleckt. Die Unterseite ist teilweise grün. Während sie die Kehlfarbe ausbilden kann man gelbbraune Fransen im Gesicht, am Nacken und am Bürzel erkennen. Bei etwas älteren männlichen Jungtiere bildet sich die typische Schwanzform ausgewachsener Exemplare, doch zeigen die inneren drei Schwanzfedern helle grau Flecken auf dem ausgewachsenen Grün und die äußeren sind bereits komplett schwärzlich blau gefärbt. Die Unterseite ist dann entweder vollkommen grün oder sie haben eine hell graue Kehle.

## Verhalten und Ernährung
Von welchen Pflanzen er seinen Nektar bezieht ist nicht erforscht. Sehr wahrscheinlich handelt es sich aber dabei um unterschiedliche kleine kurzröhrige Blüten, sowie Gestrüpp, das insbesondere von Insekten bestäubt werden und Kräuter und Ranken, die von anderen Kolibriarten ignoriert werden. In Veracruz nutzt er vermutlich die zu den Rötegewächsen gehörenden Arten Hamelia patens und Palicourea padifolia,  die zu den Kakteengewächsen gehörende Art Neobuxbaumia scoparia und die zu den Schwarzmundgewächsen gehörende Art Conostegia xalapensis. Außerdem ernährt  er sich von kleinen Gliederfüßern. Ein Weibchen wurde dabei beobachtet, wie sie Insekten in ihrem Nest sitzend erbeutete, ohne jedoch die Küken damit zu füttern. Als Trapliner fliegt er regelmäßig in rascher Folge ganz bestimmte verstreute Blüten in den unteren und mittleren Straten an. Oft ist er knapp über dem Boden unterwegs und wirkt während der Futteraufnahme sehr nervös. Dabei pumpt er beständig mit dem Schwanz und saugt nur kurz  an den verschiedenen Nahrungsquellen. Wahrscheinlich legt er dieses Verhalten an den Tag, da er gegenüber andere Kolibriarten im selben Gebiet unterlegen ist.

## Lautäußerungen
Der Gesang des Gabelschwanz-Smaragdkolibris besteht aus drei bis vier hellklingenden und abnehmenden psiiu...psiiu...psiiu Tönen, manchmal mit vorausgestellten einführenden tsippi...tsii..tsii..tsii Lauten. Er singt beständig auf tief liegenden Zweigen sitzend. Auch trockenes Rasseln und Geschnatter, das z. B. wie tschut oder tschit klingt, gehört zu seinem Repertoire. Bei der Balz stürzt das Männchen nach unten und begleitet dies durch aggressive Interaktion. Die Sturzflüge gehen bis kurz vor der Oberfläche und am Tiefpunkt gibt das Männchen einen trockenen Knatterton von sich.

## Fortpflanzung
Die Brutsaison der Nominatform ist von Februar bis Mai. Auf Cayos Cochinos wurde im Mai ein Weibchen beim Herbeischaffen von Nestmaterial beobachtet. C. c. osberti ist in  El Salvador von Dezember bis Februar in Brutstimmung, C. c. salvini in Costa Rica zumindest von November bis April, vielleicht sogar bis in den Juni. Das saubere kelchförmige Nest besteht aus hellfarbigen Laubabwurf und Fasern und wird mit feinerem Material ausgekleidet. Der Außenradius ist 47 mm, der Innenradius 25 mm und 200 mm tief. Die Außenseite wird mit Spänen und Steifen von Rinde dekoriert. Meist befindet sich das Nest im Gestrüpp oder krautartigen Pflanzen in ein bis drei Meter über dem Boden. Ein Nest wurde sogar in nur 75 cm über dem Boden entdeckt. Das Gelege besteht aus zwei weißen Eiern. Über die Brutzeit gibt es keine Daten, doch erfolgt das Ausbrüten ausschließlich durch das Weibchen. Die Küken schlüpfen asynchron, sind schwarz und haben zwei braunen Streifen am Rücken, die auf Flügelhöhe beginnen. Der Schnabel ist am Anfang gelb. Generell gibt es in den ersten zwei Wochen zwei Fütterungen pro Stunde, danach drei- bis viermal pro Stunde. Mit 24 bis 25 Tagen werden die Küken flügge.

## Unterarten
Bisher sind drei Unterarten bekannt:
- Cynanthus canivetii canivetii (Lesson, RP, 1832)[3] kommt von Tamaulipas über Belize, dem Norden Guatemalas und den Islas de la Bahía vor.
- Cynanthus canivetii osberti Gould, 1860[4] ist vom Südosten Chiapas bis in den Westen Nicaraguas verbreitet. Bei dieser Unterart hat das Männchen einen kürzeren und weniger gegabelten Schwanz und mattere graue Flecken. Auch das Weibchen hat einen kürzeren und noch weniger gegabelten Schwanz. Das Mittelband an den äußeren Steuerfedern ist weniger auffällig, als in der Nominatform.[1]
- Cynanthus canivetii salvini (Cabanis & Heine, 1860)[5] kommt im westlichen Costa Rica vor. Diese Subspezies nähert sich im Aussehen dem Gartensmaragdkolibri (Chlorostilbon assimilis Lawrence, 1861). Der Oberschnabel ist im Vergleich zu C. c. osberti weniger bräunlich und eher rötlich. Die mittleren Steuerfedern der Männchen weisen dichte graue Flecken auf. Weibchen und Jungtiere sind leicht mit dem Blaukehl-Breitschnabelkolibri (Cynanthus latirostris Swainson, 1827) zu verwechseln.[1]

## Verbreitung und Lebensraum

Verbreitungsgebiet des Gabelschwanz-Smaragdkolibris

Der Gabelschwanz-Smaragdkolibri bevorzugt buschige Waldlandschaften, überwachsene Lichtungen und Waldränder, sowie Savannen und Anbaugebiete. Normalerweise befinden sich diese in trockenen bis halbfeuchten Gebieten. Berichte von der Nominatform gibt es in Höhenlagen von Meeresspiegel bis 1600 Meter und bis zu 1900 Meter für C. c. osberti. Die Unterart C. c. salvini in Costa Rica ist nur in Höhenlagen unter 800 Meter zu finden und brütet dort auch in Mangroven.

## Migration
Wenig ist über ihr Zugverhalten bekannt. Nur gelegentliche Berichte von Vorkommen in Punta Gorda legen saisonale Bewegungen nahe, doch ist er in Veracruz im Osten Mexikos ganzjährig präsent. So könnte es sich um Höhenwanderungen oder nomadische Bewegungsmuster handeln.

## Etymologie und Forschungsgeschichte
René Primevère Lesson beschrieb den Gabelschwanz-Smaragdkolibri unter dem Namen Ornismya canivetii. Ein Typusexemplar hatte er von Emmanuel Jacques Canivet (1796–1849), ein weiteres von Florent Prévost (1794–1870). Als Sammelort gab er irrtümlich Brasilien an. Es war John Gould, der 1853 die neue Gattung Chlorostilbon einführte. Erst später wurde der Hispaniolasmaragdkolibri dieser Gattung zugeordnet. »Chlorostilbon« setzt sich aus den griechischen Worten »chlōros χλωρός« für »grün« und »stilbōn στίλβων« für »scheinend« zusammen. Die Griechen gaben dem Merkur den Beinamen Stilbōn was auf das Verb »stilb« für »blinken« zurückzuführen ist. Der Artname »canivetii« ist dem Mann gewidmet, der Lesson das Typusexemplar zur Verfügung gestellt hatte. »Salvini« ist ein neuer Name für Chlorostilbon caneveti Sclater, PL & Salvin, 1859 und somit auf einen der beiden Autoren bezogen. »Osberi« wurde ebenfalls zu Ehren von Osbert Salvin vergeben.

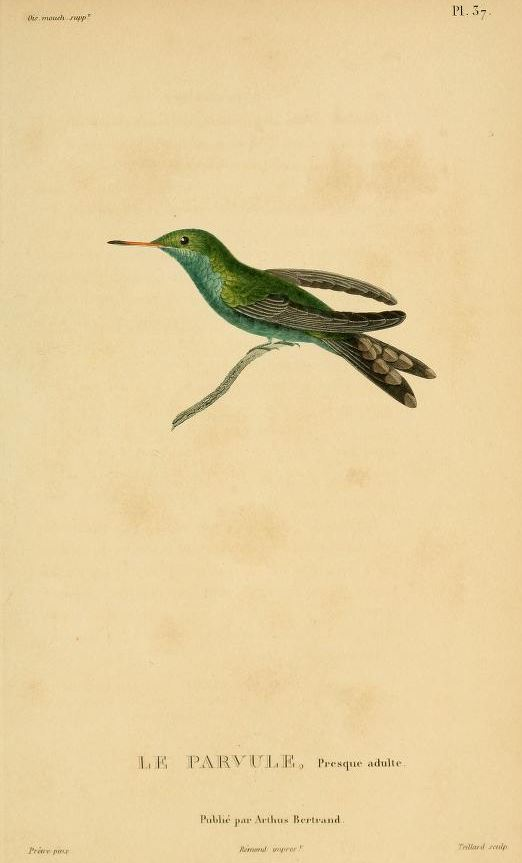
Ausgewachsener Gabelschwanz-Smaragdkolibri illustriert von Jean-Gabriel Prêtre (1768–1849) als Teil der Erstbeschreibung
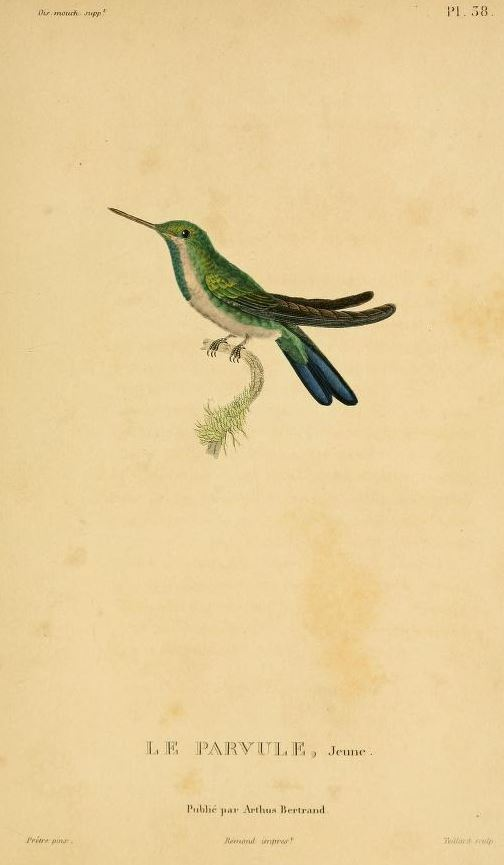
Jungtier des Gabelschwanz-Smaragdkolibri illustriert von Prêtre
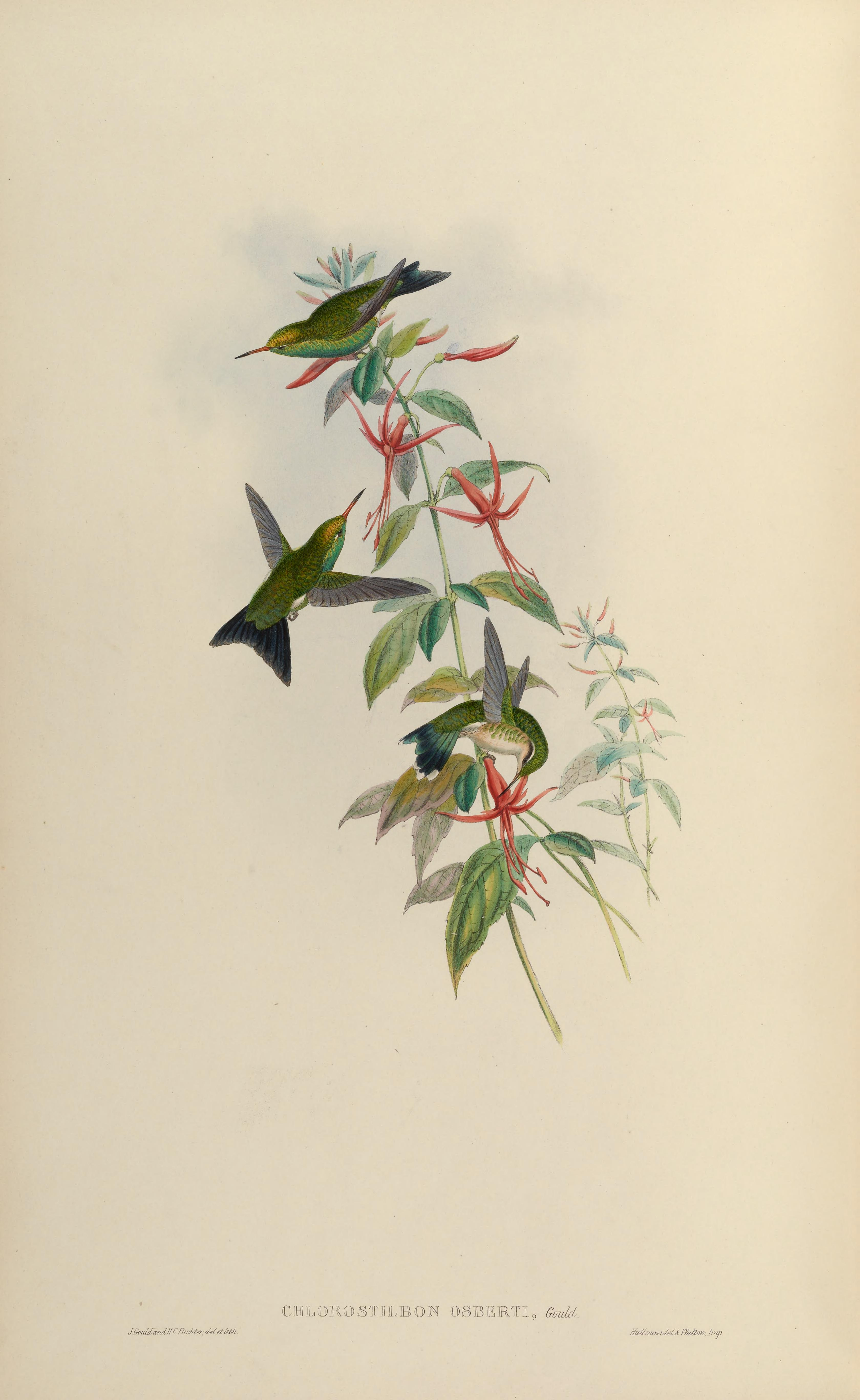
Chlorostilbon canivettii osberti illustriert von John Gould und Henry Constantine Richter